# X-Faktor (hatodik évad)
Az X-Faktor című televíziós énekes tehetségkutató hatodik évada 2016. szeptember 24-én vette kezdetét az RTL-en. A műsorvezető ismét Istenes Bence volt. A zsűriben Tóth Gabi, Gáspár Laci, Puskás Peti és ByeAlex foglalt helyet.
2015. december 19-én a Hungary’s Got Talent fináléjában bejelentették, hogy 2016. szeptemberében elindul az X-Faktor hatodik évadja. A műsor első ajánlója december 19-én jelent meg az RTL honlapján.

## Készítők

### A zsűri és a műsorvezetők
2016. június 8-án hivatalosan bejelentették a hatodik évad mentorait: Tóth Gabi mellé került a korábban esélyesnak tartott Gáspár Laci énekes, dalszerző, valamint Puskás Péter énekes, színész, és ByeAlex énekes. A korábbi zsűriből, csak Tóth Gabi tért vissza a műsorba, akinek ez már a harmadik évada volt ítészként. Alföldi Róbert és Szikora Róbert kettő, míg Little G egy évadot vállalt a műsor zsűrijében. A műsorvezetői feladatokat továbbra is Istenes Bence látta el, immár harmadik alkalommal.

### További alkotók
- Schiwert-Takács László – kreatív főszerkesztő
- Rákosi Tamás – producer
- Herman Péter – producer

## Műsorok felvételről

### Válogatók
Ebben az évadban is már tizennégy éves kortól jelentkezhettek a versenyzők. A producerek öt országban, több mint száz városban keresték a műsor következő nyertesét. A válogatások felvételei június 11-én kezdődtek meg Budapesten az RTL székházában és június 25-én fejeződtek be. A forgatások összesen hat napig tartottak.  Az első válogató 2016. szeptember 24-én került adásba.

### A Tábor
A Tábor 2016. október 22-én és 23-án került adásba. Ebben az évadban a korábbiaktól eltérő módon a nézők dönthették el, hogy melyik zsűritag melyik kategória mentora lesz az évad hátralévő részében.

### Mentorok háza
A mentorok háza 2016. október 29-én és 30-án került adásba.
Megjegyzés: az élő adásokba jutott versenyzők nevei vastag betűvel lettek kiemelve.
| Mentor      | Segítő         | Kategória       | Versenyzők      | Versenyzők      | Versenyzők       | Versenyzők                | Versenyzők         | Versenyzők                        |
| ----------- | -------------- | --------------- | --------------- | --------------- | ---------------- | ------------------------- | ------------------ | --------------------------------- |
| Tóth Gabi   | Lotfi Begi     | Lányok          | Jáger Kinga     | László Cintia   | Opitz Barbara    | Sorbán Fanni              | Stephanie Semeniuc | Vince Aliz Liza                   |
| Puskás Peti | Puskás Dániel  | Fiúk            | Berki József    | Dánielfy Gergő  | Gorbunov Dmitrij | Mata Richárd              | Petics Kristóf     | Türk Máté                         |
| Gáspár Laci | Caramel        | 25 év felettiek | Balogh Eszter   | Brantner László | Fejes Szandra    | Horváth Nikoletta Colette | Ónodi János        | Sárosi Anita Anissza              |
| ByeAlex     | Lábas Viktória | Zenekarok       | Atomic Playboyz | Dynamite Dudes  | Ham ko Ham       | Soulbreakers              | The Crossroads     | The Wedding at the Slaughterhouse |

### A döntősök
– Nyertes
     – Második helyezett
     – Harmadik helyezett
| Mentor      | Kategória       | Versenyzők     | Versenyzők       | Versenyzők                |
| ----------- | --------------- | -------------- | ---------------- | ------------------------- |
| Tóth Gabi   | Lányok          | Jáger Kinga    | Opitz Barbara    | Vince Aliz Liza           |
| Puskás Peti | Fiúk            | Dánielfy Gergő | Gorbunov Dmitrij | Mata Richárd1             |
| Gáspár Laci | 25 év felettiek | Balogh Eszter  | Fejes Szandra    | Ónodi János               |
| ByeAlex     | Zenekarok       | Ham ko Ham     | Soulbreakers     | The Crossroads "Jaggers"2 |

1
Puskás Peti eredetileg Petics Kristófot választotta ki a mentorházból, ám a versenyzőt botrányos viselkedése miatt kizárták. A magyarországi X-Faktor történetében most először fordult elő, hogy egy előadót kizártak a versenyből. Helyére a korábban a Mentorok házából kiesett Mata Ricsi került.
2 A The Crossroads együttes Jaggers néven folytatta a versenyt az első élő adásban.

## Élő műsorok

### Összesített eredmények
Az első élő adás 2016. november 5-én került képernyőre, ekkor derült ki, hogy a Fiúk mentora, Puskás Peti, kit választott a botrányos viselkedése miatt kizárt Petics Kristóf helyére. A hatodik évadban változott az élő műsorok szabályrendszere: az első három héten a versenyzők kettesével estek ki: a legkevesebb szavazattal rendelkező versenyző számára automatikusan véget ért a verseny, az előtte lévő kettő pedig párbajozott és a mentorok (szavazategyenlőség esetén a nézői szavazatok) döntötték el, hogy ki legyen a második kieső az adott élő show-ban. A negyedik élő show-tól már csak egyesével estek ki. A döntő a korábbi évadoktól eltérően csak egynapos volt. Az új szabályrendszer mindössze hét élő adást jelentett az évadban.
| – Lányok (Tóth Gabi)            |                                                                                                 | – Az előadó továbbjutott |
| – Fiúk (Puskás Peti)            | – A versenyző benne volt az utolsó kettő/háromban, párbajoznia kellett.                         |                          |
| – Zenekarok(ByeAlex)            | – A versenyző benne volt az utolsó háromban, de a legkevesebb szavazatot kapva azonnal kiesett. |                          |
| – 25 év felettiek (Gáspár Laci) | – Az előadó kiesett                                                                             |                          |

| #               | Előadó           | 1. hét (nov. 5.)                         | 2. hét (nov. 12.)                       | 3. hét (nov. 19.)                      | 4. hét (nov. 26.)                  | 5. hét (dec. 3.)                 | 6. hét (dec. 10.)             | 7. hét (Finálé) (dec. 17.)        | 7. hét (Finálé) (dec. 17.)        |
| #               | Előadó           | 1. hét (nov. 5.)                         | 2. hét (nov. 12.)                       | 3. hét (nov. 19.)                      | 4. hét (nov. 26.)                  | 5. hét (dec. 3.)                 | 6. hét (dec. 10.)             | 1. kör                            | 2. kör                            |
| --------------- | ---------------- | ---------------------------------------- | --------------------------------------- | -------------------------------------- | ---------------------------------- | -------------------------------- | ----------------------------- | --------------------------------- | --------------------------------- |
| 1.              | Opitz Barbara    | 6. 6,46%                                 | 2. 15,01%                               | 1. 17,97%                              | 3. 19,10%                          | 1. 24,19%                        | 2. 26,99%                     | 2. 38,14%                         | 1. 57,36%                         |
| 2.              | Mata Ricsi       | 1. 26,02%                                | 1. 17,10%                               | 2. 15,65%                              | 1. 21,38%                          | 2. 22,38%                        | 1. 28,45%                     | 1. 38,15%                         | 2. 42,64%                         |
| 3.              | Gorbunov Dmitrij | 3. 10,07%                                | 3. 13,43%                               | 3. 14,89%                              | 4. 14,53%                          | 4. 20,62%                        | 3. 23,47%                     | 3. 23,71%                         | 3. 23,71%                         |
| 4.              | Ham ko Ham       | 2. 14,79%                                | 5. 8,89%                                | 4. 13,55%                              | 2. 19,83%                          | 3. 21,53%                        | 4. 21,09%                     | Kiesett a 6. héten                | Kiesett a 6. héten                |
| 5.              | Fejes Szandra    | 11. 3,72%                                | 6. 8,24%                                | 6. 11,19%                              | 5. 13,97%                          | 5. 11,28%                        | Kiesett az 5. héten           | Kiesett az 5. héten               | Kiesett az 5. héten               |
| 6.              | Vince Aliz Liza  | 4. 8,47%                                 | 8. 6,20%                                | 5. 11,28%                              | 6. 11,19%                          | Kiesett a 4. héten               | Kiesett a 4. héten            | Kiesett a 4. héten                | Kiesett a 4. héten                |
| 7.              | Ónodi János      | 8. 5,08%                                 | 7. 8,13%                                | 7. 8,08%                               | Kiesett a 3. héten                 | Kiesett a 3. héten               | Kiesett a 3. héten            | Kiesett a 3. héten                | Kiesett a 3. héten                |
| 8.              | Jáger Kinga      | 5. 7,04%                                 | 4. 11,37%                               | 8. 7,39%                               | Kiesett a 3. héten                 | Kiesett a 3. héten               | Kiesett a 3. héten            | Kiesett a 3. héten                | Kiesett a 3. héten                |
| 9.              | Dánielfy Gergő   | 7. 5,26%                                 | 9. 6,17%                                | Kiesett a 2. héten                     | Kiesett a 2. héten                 | Kiesett a 2. héten               | Kiesett a 2. héten            | Kiesett a 2. héten                | Kiesett a 2. héten                |
| 10.             | Soulbreakers     | 9. 4,80%                                 | 10. 5,46%                               | Kiesett a 2. héten                     | Kiesett a 2. héten                 | Kiesett a 2. héten               | Kiesett a 2. héten            | Kiesett a 2. héten                | Kiesett a 2. héten                |
| 11.             | Jaggers          | 10. 4,73%                                | Kiesett az 1. héten                     | Kiesett az 1. héten                    | Kiesett az 1. héten                | Kiesett az 1. héten              | Kiesett az 1. héten           | Kiesett az 1. héten               | Kiesett az 1. héten               |
| 12.             | Balogh Eszter    | 12. 3,56%                                | Kiesett az 1. héten                     | Kiesett az 1. héten                    | Kiesett az 1. héten                | Kiesett az 1. héten              | Kiesett az 1. héten           | Kiesett az 1. héten               | Kiesett az 1. héten               |
| Párbajozók      | Párbajozók       | Jaggers, Fejes Szandra                   | Dánielfy Gergő, Vince Aliz Liza         | Fejes Szandra, Ónodi János             | Fejes Szandra, Vince Aliz Liza     | Fejes Szandra, Gorbunov Dmitrij  | Ham ko Ham, Gorbunov Dmitrij  | A zsűri nem szavaz, csak a nézők. | A zsűri nem szavaz, csak a nézők. |
| Zsűri szavazása | Zsűri szavazása  | Ki essen ki?                             | Ki essen ki?                            | Ki essen ki?                           | Ki essen ki?                       | Ki essen ki?                     | Ki essen ki?                  | A zsűri nem szavaz, csak a nézők. | A zsűri nem szavaz, csak a nézők. |
| Puskás Peti     | Puskás Peti      | Jaggers                                  | Vince Aliz Liza                         | Ónodi János                            | Vince Aliz Liza                    | Fejes Szandra                    | Ham ko Ham                    | A zsűri nem szavaz, csak a nézők. | A zsűri nem szavaz, csak a nézők. |
| Tóth Gabi       | Tóth Gabi        | Jaggers                                  | Dánielfy Gergő                          | Ónodi János                            | Fejes Szandra                      | Fejes Szandra                    | Ham ko Ham                    | A zsűri nem szavaz, csak a nézők. | A zsűri nem szavaz, csak a nézők. |
| ByeAlex         | ByeAlex          | Fejes Szandra                            | Dánielfy Gergő                          | Fejes Szandra                          | Fejes Szandra                      | Fejes Szandra                    | Gorbunov Dmitrij              | A zsűri nem szavaz, csak a nézők. | A zsűri nem szavaz, csak a nézők. |
| Gáspár Laci     | Gáspár Laci      | Jaggers                                  | Dánielfy Gergő                          | Ónodi János                            | Vince Aliz Liza                    | Gorbunov Dmitrij                 | Gorbunov Dmitrij              | A zsűri nem szavaz, csak a nézők. | A zsűri nem szavaz, csak a nézők. |
| Kieső           | Kieső            | Balogh Eszter Legkevesebb nézői szavazat | Soulbreakers Legkevesebb nézői szavazat | Jáger Kinga Legkevesebb nézői szavazat | Vince Aliz Liza 2/4 szavazat Nézők | Fejes Szandra 3/4 szavazat Zsűri | Ham ko Ham 2/4 szavazat Nézők | Gorbunov Dmitrij                  | Mata Ricsi                        |
| Kieső           | Kieső            | Jaggers 3/4 szavazat Zsűri               | Dánielfy Gergő 3/4 szavazat Zsűri       | Ónodi János 3/4 szavazat Zsűri         | Vince Aliz Liza 2/4 szavazat Nézők | Fejes Szandra 3/4 szavazat Zsűri | Ham ko Ham 2/4 szavazat Nézők | Gorbunov Dmitrij                  | Opitz Barbara                     |

### 1. hét (november 5.)
- Téma: „Ez vagyok én”
- Sztárfellépő: Spoon 21 & Dirty LED Light Crew (Deák)
- Közös produkció: Minden a miénk (The Biebers feat. Herrer Sári)

| 1.                      | Soulbreakers     | Are You Gonna Go My Way (Lenny Kravitz)                | Továbbjutott |
| 2.                      | Jáger Kinga      | Hagylak menni (Tolvai Renáta)                          | Továbbjutott |
| 3.                      | Ónodi János      | I Won’t Give Up (Jason Mraz)                           | Továbbjutott |
| 4.                      | Mata Ricsi       | Lélekdonor (Caramel)                                   | Továbbjutott |
| 5.                      | Opitz Barbara    | Cry Baby (Janis Joplin & Full Tilt Boogie Band)        | Továbbjutott |
| 6.                      | Balogh Eszter    | I Wish (Stevie Wonder)                                 | 12.          |
| 7.                      | Gorbunov Dmitrij | True Colors (Cyndi Lauper)                             | Továbbjutott |
| 8.                      | Ham ko Ham       | Ott várok rád (Hip Hop Boyz)                           | Továbbjutott |
| 9.                      | Vince Aliz Liza  | Nekem senkim sincsen (Vad Fruttik)                     | Továbbjutott |
| 10.                     | Fejes Szandra    | Dream On (Aerosmith)                                   | Utolsó három |
| 11.                     | Dánielfy Gergő   | Say Something (A Great Big World & Christina Aguilera) | Továbbjutott |
| 12.                     | Jaggers          | Sex on Fire (Kings of Leon)                            | Utolsó három |
| Az utolsó kettő párbaja |                  |                                                        |              |
| 1.                      | Jaggers          | You Could Be Mine (Guns N’ Roses)                      | Kiesett      |
| 2.                      | Fejes Szandra    | Too Much Love Will Kill You (Queen)                    | Továbbjutott |

A zsűri szavazata arról, hogy ki essen ki: 
- Gáspár Laci: Jaggers — nem indokolta meg, de vélhetően saját versenyzőjét védve
- ByeAlex: Fejes Szandra — saját versenyzőjét védve
- Puskás Peti: Jaggers — nem adott indoklást
- Tóth Gabi: Jaggers — a párbaj alapján

A zsűri többségi döntése alapján a verseny a Jaggers nevű formáció számára ért véget.

### 2. hét (november 12.)
- Téma: „A szeretet él”
- Sztárfellépő: Margaret Island (Sárga levelek)
- Közös produkció: Sugar (Robin Schulz feat. Francesco Yates)

| 1.                      | Dánielfy Gergő   | Fever (Peggy Lee) / Hit the Road Jack (Ray Charles) | Utolsó három |
| 2.                      | Vince Aliz Liza  | Across the Universe (The Beatles)                   | Utolsó három |
| 3.                      | Ham ko Ham       | Mikor (Belmondo)                                    | Továbbjutott |
| 4.                      | Ónodi János      | Stitches (Shawn Mendes)                             | Továbbjutott |
| 5.                      | Jáger Kinga      | Rise Like a Phoenix (Conchita Wurst)                | Továbbjutott |
| 6.                      | Fejes Szandra    | Hush Hush; Hush Hush (Pussycat Dolls)               | Továbbjutott |
| 7.                      | Gorbunov Dmitrij | Shine (Take That)                                   | Továbbjutott |
| 8.                      | Soulbreakers     | Bad (Michael Jackson)                               | 10.          |
| 9.                      | Mata Ricsi       | As Long as You Love Me (Justin Bieber)              | Továbbjutott |
| 10.                     | Opitz Barbara    | Utánam a vízözön (Poór Péter)                       | Továbbjutott |
| Az utolsó kettő párbaja |                  |                                                     |              |
| 1.                      | Dánielfy Gergő   | Give In to Me (Michael Jackson)                     | Kiesett      |
| 2.                      | Vince Aliz Liza  | The Sound of Silence (Simon & Garfunkel)            | Továbbjutott |

A zsűri szavazata arról, hogy ki essen ki:
- Puskás Peti: Vince Aliz Liza — saját versenyzőjét védve
- Tóth Gabi: Dánielfy Gergő — saját versenyzőjét védve
- Gáspár Laci: Dánielfy Gergő — hang alapján
- ByeAlex: Dánielfy Gergő — a párbaj alapján

A zsűri többségi döntése alapján a verseny Dánielfy Gergő számára ért véget.

### 3. hét (november 19.)
- Téma: „Ha hív a város”
- Sztárfellépő: The KOLIN (Soda & Lime)
- Közös produkció: Can’t Stop the Feeling (Justin Timberlake)

| 1.                      | Mata Ricsi       | King (Years & Years)                 | Továbbjutott |
| 2.                      | Vince Aliz Liza  | Reckoning Song (Asaf Avidan)         | Továbbjutott |
| 3.                      | Fejes Szandra    | A város másik oldalán (Fekete Vonat) | Utolsó három |
| 4.                      | Ham Ko Ham       | Apuveddmeg (Wellhello)               | Továbbjutott |
| 5.                      | Opitz Barbara    | Addicted to You (Avicii)             | Továbbjutott |
| 6.                      | Jáger Kinga      | Crazy in Love (Beyoncé feat. Jay-Z)  | 8.           |
| 7.                      | Ónodi János      | Some Nights (Fun)                    | Utolsó három |
| 8.                      | Gorbunov Dmitrij | Diamonds (Rihanna)                   | Továbbjutott |
| Az utolsó kettő párbaja |                  |                                      |              |
| 1.                      | Ónodi János      | When We Were Young (Adele)           | Kiesett      |
| 2.                      | Fejes Szandra    | Egyedül blues (Edda Művek)           | Továbbjutott |

A zsűri szavazata arról, hogy ki essen ki: 
- Gáspár Laci: Ónodi János — jobban tetszett neki a másik versenyző párbajdala, de egyikőjüket sem akarta igazán hazaküldeni
- Puskás Peti: Ónodi János — jobban bízott a másik párbajozó előadóban
- Tóth Gabi: Ónodi János — az érzelmeire hagyatkozva
- ByeAlex: Fejes Szandra — a szavazatára nem volt szükség, de nem tetszett neki Szandra produkciója

A zsűri többségi döntése alapján a verseny Ónodi János számára ért véget.

### 4. hét (november 26.)
- Téma: „Még mindig rólad írok dalt”
- Sztárfellépő: JETLAG (Karszalagok)
- Közös produkció: Up (Olly Murs feat. Demi Lovato)

| Sorrend                 | Versenyző                           | Dal (eredeti előadó)                                       | Eredmény          |                   |                   |
| Egyéni produkciók       | Egyéni produkciók                   | Egyéni produkciók                                          | Egyéni produkciók | Egyéni produkciók | Egyéni produkciók |
| ----------------------- | ----------------------------------- | ---------------------------------------------------------- | ----------------- | ----------------- | ----------------- |
| 1.                      | Gorbunov Dmitrij                    | Oops!… I Did It Again (Britney Spears)                     | Továbbjutott      |                   |                   |
| 2.                      | Opitz Barbara                       | Találkozás egy régi szerelemmel (Kovács Kati)              | Továbbjutott      |                   |                   |
| 3.                      | Fejes Szandra                       | GoldenEye (Tina Turner)                                    | Utolsó kettő      |                   |                   |
| 4.                      | Mata Ricsi                          | Keresem a lányt (V.I.P.)                                   | Továbbjutott      |                   |                   |
| 5.                      | Vince Aliz Liza                     | Tudományos Fantasztikus Pop (Supernem)                     | Utolsó kettő      |                   |                   |
| 6.                      | Ham ko Ham                          | Hajolj bele a hajamba (Labamba) (Péterfy Bori & Love Band) | Továbbjutott      |                   |                   |
| Duettek                 |                                     |                                                            |                   |                   |                   |
| 7.                      | Vince Aliz Liza és Gorbunov Dmitrij | Somebody That I Used to Know (Gotye feat. Kimbra)          |                   |                   |                   |
| 8.                      | Mata Ricsi és a Ham ko Ham          | Valami van a levegőben (Halott Pénz)                       |                   |                   |                   |
| 9.                      | Fejes Szandra és Opitz Barbara      | Paint It Black (The Rolling Stones)                        |                   |                   |                   |
| Az utolsó kettő párbaja |                                     |                                                            |                   |                   |                   |
| 1.                      | Fejes Szandra                       | Nincs semmi másom (Kökény Attila)                          | Továbbjutott      |                   |                   |
| 2.                      | Vince Aliz Liza                     | Close My Eyes (Vince Aliz Liza)                            | Kiesett           |                   |                   |

A zsűri szavazata arról, hogy ki essen ki: 
- Gáspár Laci: Vince Aliz Liza — saját versenyzőjét védve
- Tóth Gabi: Fejes Szandra — saját versenyzőjét védve
- Puskás Peti: Vince Aliz Liza — nem indokolta meg
- ByeAlex: Fejes Szandra — szerinte a versenyző már nem tudna többet nyújtani a műsorban

Mivel a zsűri nem tudott döntésre jutni a kérdésben, a nézői szavazatok alapján a verseny Vince Aliz Liza számára ért véget.

### 5. hét (december 3.)
- Téma: egy magyar és egy idegen nyelvű dal
- Sztárfellépő: Odett (Kétszer Kettő)
- Közös produkció: Ég és föld (Rúzsa Magdi feat. Lotfi Begi & Madarász Gábor) — első alkalommal a közös produkciót kizárólag a műsor hivatalos Facebook-oldalán lehetett megtekinteni

| 1.                      | Fejes Szandra    | Respect / Think (Aretha Franklin)                                                               | Utolsó kettő |
| 9.                      | Fejes Szandra    | Késő már (Wellhello)                                                                            | Utolsó kettő |
| 2.                      | Opitz Barbara    | Erdő közepében (Republic)                                                                       | Továbbjutott |
| 6.                      | Opitz Barbara    | Spectrum (Say My Name) (Florence and the Machine)                                               | Továbbjutott |
| 3.                      | Mata Ricsi       | Can’t Feel My Face (The Weeknd)                                                                 | Továbbjutott |
| 10.                     | Mata Ricsi       | Maradj velem (Balázs Fecó)                                                                      | Továbbjutott |
| 4.                      | Ham ko Ham       | Gelem, Gelem – Cigány himnusz                                                                   | Továbbjutott |
| 8.                      | Ham ko Ham       | Emanuelle (Gergely Róbert)                                                                      | Továbbjutott |
| 5.                      | Gorbunov Dmitrij | Uptown Funk (Mark Ronson feat. Bruno Mars)                                                      | Utolsó kettő |
| 7.                      | Gorbunov Dmitrij | Várj reám (félig oroszul, félig magyarul) (Konsztantyin Szimonov verse Darvas Iván előadásában) | Utolsó kettő |
| Az utolsó kettő párbaja |                  |                                                                                                 |              |
| 1.                      | Fejes Szandra    | Régi vágy (Fejes Szandra)                                                                       | Kiesett      |
| 2.                      | Gorbunov Dmitrij | Unstoppable (Sia)                                                                               | Továbbjutott |

A zsűri szavazata arról, hogy ki essen ki: 
- Gáspár Laci: Gorbunov Dmitrij — saját versenyzőjét védve
- Puskás Peti: Fejes Szandra — saját versenyzőjét védve
- ByeAlex: Fejes Szandra — nem győzte meg egyik párbajdal sem, de Szandra már negyedszer párbajozott
- Tóth Gabi: Fejes Szandra — szerinte Dmitrijben sokkal több van még, amit megmutathat a showban

A zsűri többségi döntése alapján a verseny Fejes Szandra számára ért véget.

### 6. hét (december 10.)
- Téma: a versenyző kedvenc dala és a mentor kedvenc dala
- Sztárfellépő: Rapülők vs. Wellhello (Rakpart / Áj láv jú / Apuveddmeg / Nem adom fel / Túr dö flanc / Lesz még rosszabb)
- Közös produkció: We Will Rock You / Somebody to Love / Don’t Stop Me Now (Queen) — a Palladio Orchestra közreműködésében

| 1.                      | Ham ko Ham       | Szerelem (Rúzsa Magdi)           | Utolsó kettő |
| 6.                      | Ham ko Ham       | Szájbergyerek (Kistehén)         | Utolsó kettő |
| 2.                      | Mata Ricsi       | Szállj fel magasra (Piramis)     | Továbbjutott |
| 5.                      | Mata Ricsi       | Ai, se eu te pego! (Michel Teló) | Továbbjutott |
| 3.                      | Opitz Barbara    | Gondolsz-e majd rám? (Echo)      | Továbbjutott |
| 8.                      | Opitz Barbara    | May It Be (Enya)                 | Továbbjutott |
| 4.                      | Gorbunov Dmitrij | Human (Rag'n'Bone Man)           | Utolsó kettő |
| 7.                      | Gorbunov Dmitrij | Rule the World (Take That)       | Utolsó kettő |
| Az utolsó kettő párbaja |                  |                                  |              |
| 1.                      | Ham ko Ham       | Ismeretlen című dallal           | Kiesett      |
| 2.                      | Gorbunov Dmitrij | Another Love (Tom Odell)         | Továbbjutott |

A zsűri szavazata arról, hogy ki essen ki: 
- ByeAlex: Gorbunov Dmitrij — saját versenyzőjét védve
- Puskás Peti: Ham ko Ham — saját versenyzőjét védve
- Tóth Gabi: Ham ko Ham — a másik versenyzőt jobban szerette volna látni a Fináléban
- Gáspár Laci: Gorbunov Dmitrij — a csapat többet fejlődött a versenyben

Mivel a zsűri nem tudott döntésre jutni a kérdésben, a nézői szavazatok alapján a verseny a Ham ko Ham számára ért véget.

### 7. hét – Finálé (december 17)
A döntőben csak a nézői szavazatok számítottak. A magyar X-Faktor történetében először fordult elő, hogy a döntő egynapos volt. Az utolsó adásban jelentette be a műsorvezető, hogy 2017 őszén elindul a műsor hetedik évada.
- Téma: a válogatón előadott dal, duett a mentorral (1. kör); egy elő nem adott párbajdal, a győztes dala (2. kör)
- Sztárfellépő: Tóth Andi (Tovább)
- Közös produkció:

| Sorrend | Versenyző        | Dal (eredeti előadó)                         | Eredmény     |        |        |
| 1. kör  | 1. kör           | 1. kör                                       | 1. kör       | 1. kör | 1. kör |
| ------- | ---------------- | -------------------------------------------- | ------------ | ------ | ------ |
| 1.      | Gorbunov Dmitrij | Can’t Pretend (Tom Odell)                    | 3. helyezett |        |        |
| 4.      | Gorbunov Dmitrij | Sorry (The Biebers) – duett Puskás Petivel   | 3. helyezett |        |        |
| 2.      | Mata Ricsi       | Jealous (Labrinth)                           | Továbbjutott |        |        |
| 6.      | Mata Ricsi       | Léggömb (Puskás Peti) – duett Puskás Petivel | Továbbjutott |        |        |
| 3.      | Opitz Barbara    | Chandelier (Sia)                             | Továbbjutott |        |        |
| 5.      | Opitz Barbara    | Jöjj még (Tóth Gabi) – duett Tóth Gabival    | Továbbjutott |        |        |
| 2. kör  |                  |                                              |              |        |        |
| 7.      | Mata Ricsi       | Dancing On My Own (Robyn)                    | 2. helyezett |        |        |
| 9.      | Mata Ricsi       | Csillanj fel                                 | 2. helyezett |        |        |
| 8.      | Opitz Barbara    | You Lost Me (Christina Aguilera)             | Győztes      |        |        |
| 10.     | Opitz Barbara    | Csillanj fel                                 | Győztes      |        |        |

A nézők döntése értelmében a hatodik széria győztese Opitz Barbara lett. Mentora a 28 éves Tóth Gabi volt, aki ezzel a magyar X-Faktor történetének első női és legfiatalabb mentora, akinek a mentoráltja nyerni tudott.

## Nézettség
| Epizód                  | Sugárzás             | Teljes lakosság (+4) | Teljes lakosság (+4) | Teljes lakosság (+4) | Célközönség (18–49) | Célközönség (18–49) | Célközönség (18–49) | Forrás |
| Epizód                  | Sugárzás             | AMR (fő)             | SHR (%)              | Top                  | AMR (fő)            | SHR (%)             | Top                 | Forrás |
| ----------------------- | -------------------- | -------------------- | -------------------- | -------------------- | ------------------- | ------------------- | ------------------- | ------ |
| Válogató – 1. rész      | 2016. szeptember 24. | 1 059 ezer           | 25,7                 | 2.                   | 452 ezer            | 31                  | 2.                  | [ 18 ] |
| Válogató – 2. rész      | 2016. október 1.     | 1 113 ezer           | 25,8                 | 2.                   | 473 ezer            | 29,5                | 2.                  | [ 19 ] |
| Válogató – 3. rész      | 2016. október 8.     | 1 187 ezer           | 27,7                 | 2.                   | 540 ezer            | 33,5                | 1.                  | [ 20 ] |
| Válogató – 4. rész      | 2016. október 15.    | 1 289 ezer           | 28,5                 | 2.                   | 559 ezer            | 32,6                | 1.                  | [ 21 ] |
| Tábor – 1. rész         | 2016. október 22.    | 1 175 ezer           | 26,4                 | 1.                   | 554 ezer            | 32,4                | 1.                  | [ 22 ] |
| Tábor – 2. rész         | 2016. október 23.    | 1 029 ezer           | 21                   | 1.                   | 465 ezer            | 26,3                | 1.                  | [ 22 ] |
| Mentorok háza – 1. rész | 2016. október 29.    | 966 ezer             | 22,2                 | 4.                   | 469 ezer            | 28,1                | 1.                  | [ 23 ] |
| Mentorok háza – 2. rész | 2016. október 30.    | 763 ezer             | 16,9                 | 4.                   | 388 ezer            | 23,8                | 1.                  | [ 23 ] |
| 1. élő show             | 2016. november 5.    | 1 108 ezer           | 28,9                 | 2.                   | 525 ezer            | 34,3                | 1.                  | [ 24 ] |
| 2. élő show             | 2016. november 12.   | 876 ezer             | 21,1                 | 6.                   | 420 ezer            | 26,1                | 2.                  | [ 25 ] |
| 3. élő show             | 2016. november 19.   | 1 095 ezer           | 27,5                 | 1.                   | 418 ezer            | 27                  | 1.                  | [ 26 ] |
| 4. élő show             | 2016. november 26.   |                      |                      |                      |                     |                     |                     |        |
| 5. élő show             | 2016. december 3.    |                      |                      |                      |                     |                     |                     |        |
| 6. élő show             | 2016. december 10.   |                      |                      |                      |                     |                     |                     |        |
| 7. élő show - Döntő     | 2016. december 17.   |                      |                      |                      |                     |                     |                     |        |